# Río Bermejito
El río Bermejito, también denominado antiguo cauce del río Bermejo y río Teuquito es un curso fluvial que ocupa un tramo antiguo del río Bermejo (uno de los más importantes de la región del Gran Chaco y de la cuenca del Plata), del que también puede actuar como un brazo secundario, evacuando parte del enorme volumen que transporta en eventos de grandes inundaciones. Todo el recorrido del Bermejito discurre por territorio argentino.

## Características generales
El álveo del río Bermejito ocupa el que en el pasado era el cauce del río Bermejo, en un tramo potámico de un curso que nace en las montañas del sur de Bolivia y que, luego de entrar al noroeste de la Argentina, pasa a fluir por los llanos chaqueños hasta desembocar en el río Paraguay.
El Bermejito se denomina de esa manera por extensión del nombre de su curso madre, el Bermejo y este es llamado así en razón de la coloración característicamente rojiza de sus aguas, condición producida por la presencia en suspensión de una enorme carga sedimentaria o sestón (de hasta 8 kg/m³ de arcilla colorada), que el río transporta desde las montañas argentinas y bolivianas hasta el Río de la Plata, lugar donde se depositará la mayor parte, embancando su lecho y formando el frente de avance del Delta del Paraná sobre el Plata superior.
Es tal el volumen de sólidos que el agua del Bermejo acarrea que parte de ellos se depositan en su mismo cauce, lo que hace que en él se formen bancos y albardones. Al erosionar las barrancas forestadas de sus márgenes provoca el derrumbe de paredes de sedimentos con su vegetación de grandes árboles, enredaderas, arbustos, etc. Estos restos bajan corriente abajo y accidentalmente terminan por forman diques naturales que fuerzan a las aguas a embalsarse, lo que hace que abren camino a través de uno de generar brechas los albardones ribereños e inundan los alrededores, buscando pendiente entre los bajos de antiguos cauces abandonados o en las cuencas de otros cursos. De esta manera el río efectúa improvistos cambios de recorrido que crean un nuevo cauce, dejando el anterior como una depresión anegadiza (denominada localmente madrejón), salvo en épocas de inundaciones, donde el viejo lecho vuelve a portar nuevamente altos volúmenes hídricos, cumpliendo la función de apoyo en la evacuación de los excedentes de temporadas lluviosas.
El Bermejito atraviesa la ecorregión del bosque chaqueño semiárido. La vegetación pertenece al distrito chaqueño occidental o semiárido, incluido en la provincia fitogeográfica chaqueña. Es de tipo boscosa, con especies xerófilas que presentan adaptaciones que les permiten soportar el déficit hídrico, con follaje caducifolio, presencia de espinas, etc. El bosque climáxico es el quebrachal de quebracho colorado santiagueño (Schinopsis lorentzii) y quebracho blanco (Aspidosperma quebracho-blanco), acompañados por el yuchán (Ceiba chodatii), el guayacán (Caesalpinia paraguariensis), y numerosas especies de acacias y algarrobos. En los bajos con suelos hidrófilos también se presentan bosques de palo santo (Bulnesia sarmientoi). Abundan las cactáceas (incluso las de porte arbóreo) y la carandilla, una especie de palmera de pequeño porte.
El río transita por planicies de modelado fluvial, formadas por depósitos aluviales que presentan escasa pendiente hacia el sureste. La actividad económica es típicamente pecuaria, centrada en la ganadería vacuna. También es destacada la explotación forestal del monte nativo, para la extracción de madera y leña para transformarla en carbón vegetal. Las áreas desmontadas aumentan cada año, destinándolas especialmente a plantaciones de soja.
Clima
Posee clima semitropical continental —una variante cálida del clima subtropical continental— relacionado con otros climas semitropicales. Se caracteriza por presentar una acentuada continentalidad, temperaturas elevadas todo el año (con posibilidad de presentar marcas superiores a 40 °C en cualquier mes), las que en el verano pueden llegar excepcionalmente a situarse por sobre los 45 °C. Como contraparte (y a diferencia de los climas genuinamente tropicales) en invierno la mínima puede descender por debajo de 0 º. La temperatura media anual es de alrededor de 22,5 °C.
Si bien las lluvias en las zonas que atraviesa están fuertemente concentradas en la temporada cálida (noviembre a abril), tienen la particularidad de ser cada vez más abundantes a medida que el río avanza; en el primer tramo recorre terrenos semiáridos, con alrededor de 550 mm de precipitación anual; en el otro extremo, el sector terminal presenta acumulados anuales de precipitación en torno a los 850 mm.

## Tramos del Bermejito

### Sección salteña
En un súbito cambio del curso del río Bermejo se encuentra el origen de este surco fluvial denominado río Bermejito. Se presume que alrededor de 1960 o hacia el año 1877, las cabeceras del río Teuco capturaron el caudal del río Bermejo, el cual pasó a circular casi por completo por el que hasta ese momento era el cuenco del Teuco, el que comenzó a ser conocido también con el nombre de Bermejo Nuevo. La bifurcación se produjo en el oriente del departamento de Orán, en el este de la provincia de Salta, en la progresiva km 1255, en la zona del paraje Monte El Colgao, o El Desemboque, Al ser su antiguo cauce abandonado por las aguas, quedó en seco, lo mismo le ocurrió a la colonia agrícola que, en 1862, se había fundado en esa localidad del chaco salteño.
El tramo abandonado solo pasó a transportar aguas del Bermejo en épocas de crecientes, manteniendo normalmente un caudal acotado, el que es generado por los arroyos que ya antaño ese tramo alimentaban. Por su parte, las aguas del Bermejo, circulando en el álveo del Teuco, discurren por un tortuoso recorrido de 816 km en el cual, luego de salir de Salta, hace las veces de límite natural entre las provincias de Formosa (la ribera septentrional) y Chaco (la margen austral).
El trayecto del Bermejito, al comienzo casi seco, continúa por recorrer el sector oriental de Salta. Luego de superar las rutas provinciales 15 y 13 y de pasar a fluir por el departamento de Rivadavia, por la margen derecha recibe, en épocas de crecientes excepcionales, caudales del bañado del Quirquincho (en el departamento de Anta), humedal donde vierten lo colectado por las redes de escurrimiento superficial conformadas por las cuencas de los ríos Del Valle y Dorado, los que reúnen la escorrentía de la ladera oriental de las sierras del Maíz Gordo, Lumbreras, de Yeso y las del parque nacional El Rey. Unos kilómetros después, el Bermejito bordea por el sur a la localidad de Rivadavia y es cruzado por la ruta provincial 41.
Junto a la ribera del Bermejito se posiciona el mojón Palmarcito (al cruza el cauce el meridiano 62°20’30’’W), marca que señala en el terreno el límite interprovincial entre Salta y Chaco, y que hace de vértice entre el rectilíneo trazo geométrico que viene desde el sudoeste por un lado y la traza que parte hacia el nordeste y es conocida como la línea Barilari. Luego pasa a internarse en la provincia del Chaco.

### Sección chaqueña
Al dejar el territorio salteño el Bermejito penetra en la porción noroccidental de la provincia del Chaco, específicamente en el departamento General Güemes, jurisdicción a quien, de modo exclusivo, pasan a pertenecer ambas márgenes hasta su desembocadura. Recorre una zona que forma parte de la región geográfica conocida como “El Impenetrable”.
Bordea primero la localidad de Comandancia Frías y luego a la de Misión Nueva Pompeya; de esta, parte hacia el norte la ruta provincial 9 que, salvando el Bermejito por un puente, cruza perpendicularmente el interfluvio y comunica a las localidades de Wichí, El Sauzal y el El Sauzalito, sobre la ribera derecha del Teuco, empalmando con la ruta provincial 3. La propia ruta 9 desde Nueva Pompeya avanza hacia el sudeste de manera paralela al curso del Bermejito, aproximándose en algunas ocasiones, hasta que antes de llegar a la altura de la localidad de Las Hacheras se aleja hacia el sur, rumbo a la ciudad de Juan José Castelli. En este tramo el Bermejito bordea por su margen izquierda al parque nacional El Impenetrable, un área protegida nacional creada en parte de lo que fue la extensa estancia "La Fidelidad"; y con el objetivo de conservar una muestra representativa del ambiente chaqueño en excelente estado de conservación, con su elenco florístico y faunístico completo, destacando las poblaciones de grandes mamíferos.
Junto al tramo chaqueño del Bermejito se encuentran dos Lugares Históricos Nacionales que identifican sendas ruinas de reducciones de aborígenes tobas que funcionaron en las últimas dos décadas del siglo XVIII, las que llevaban por nombres San Bernardo de Vértiz y La Cangayé.

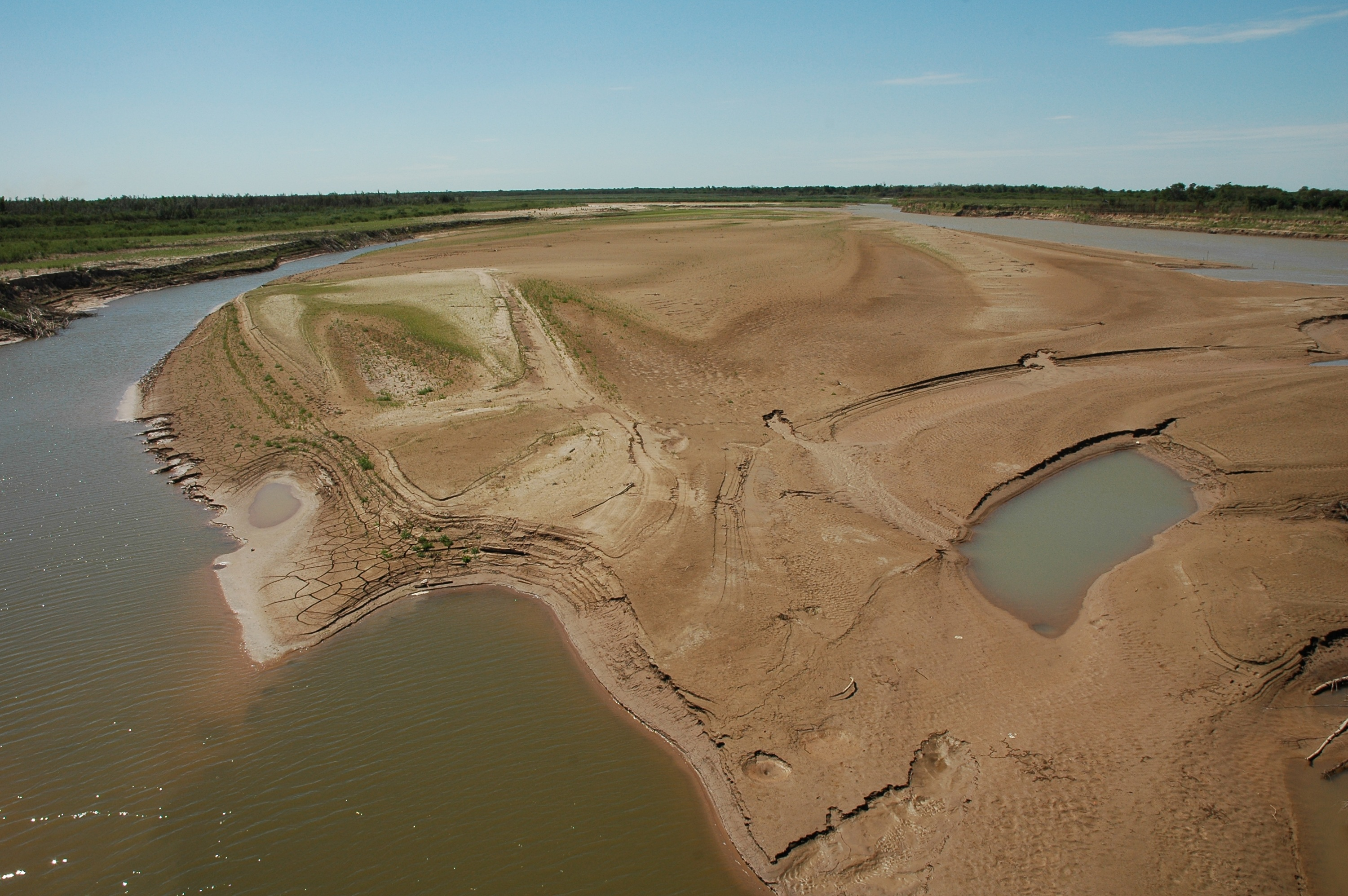
El río Bermejo en Puerto Lavalle, a pocos kilómetros aguas debajo de haber desembocado el río Bermejito.

En la última porción de su recorrido el río Bermejito bordea la Villa homónima. Pocos kilómetros después, a unos 6 km al oeste del paraje Puerto Lavalle y del puente de la ruta nacional 95, el Bermejito alcanza finalmente su desembocadura al volver a encontrarse con las aguas del brazo activo del Bermejo que circulan por el primitivo Teuco, reunión que ocurre en el paraje Confluencia, en la progresiva km 439, en las coordenadas: 25°38′50″S 60°11′9.83″O / -25.64722, -60.1860639. El tramo desde ese punto hacia aguas abajo vuelve a recibir el nombre de río Bermejo (sección inferior), hasta que finaliza al volcar sus aguas en el río Paraguay.

## El Interfluvio
Entre los cursos del Bermejito por el sur y del Teuco por el norte queda conformada una suerte de enorme “isla fluvial” de 430 km de largo y cerca de 50 km en su parte más ancha; dicho espacio mesopotámico es conocido regionalmente como ‘‘Interfluvio Teuco-Bermejito’’. En él se encuentran numerosas poblaciones de aborígenes wichí y toba (o qom).
En el año 1989, les fueron otorgadas en carácter de reparación histórica 140 000 hectáreas del interfluvio a la ‘‘Asociación Toba Meguesoxochi’’.
Este interfluvio es un macrohumedal donde se alternan ambientes de tierras altas, no alcanzadas por las inundaciones, separadas por ambientes intensamente inundables, así como lagunas creadas por el represamiento natural de paleoalbardones.